# 후지오카정 (아이치현)
후지오카정(藤岡町)은 아이치현 니시카모군에 설치되었던 정이다. 2005년 4월 1일에 후지오카 정을 포함한 6정촌이 도요타시에 편입돼 소멸하였다.

## 역사
- 1889년 10월 1일 - 메이지 대합병으로 니시카모군 다카오카정과 후지오카촌이 탄생하였다.
- 1906년 7월 1일 - 다카오카촌, 후지카와촌과 후키시모촌의 일부가 합병해 후지오카촌이 탄생하였다.
- 1947년 - 후지오카 촌사무소 목조 2층 청사가 개청.
- 1957년 - 아이치현 최초로 국가종합개발지정촌으로 지정.
- 1968년 7월 - 후지오카 촌사무소 철근 콘크리트조 3층짜리 청사가 개청하였다.
- 1972년 - 도요타 카모 광역 시정촌 협의회 규약이 제정되어 광역 행정권이 성립하였다.
- 1972년 4월 1일 - 사루투 그린로드 개통. 오쿠미카와에서 나고야시까지의 소요 시간은 현저하게 단축.
- 1972년 7월 13일 - 쇼와 47년 7월 호우로 '사칠·칠 재해'라고 불리는 토사 재해가 발생해 후지오카 마을에서는 20명이 사망했다. 아이치 현은 후지오카 촌에 재해 구조법을 발동했다.
- 1978년 4월 1일 - 정으로 승격해 후지오카정이 되었다. 인구는 6320명이였다.
- 1979년 5월 27일 - 후지오카쵸의 아이치현 아리바야시에서 제30회 전국 식수제가 개최되어 천황·황후가 후지오카정을 방문.
- 1980년 4월 - 후지오카 정 중앙 공민관이 개관.
- 1988년 10월 3일 - 인구가 1만 명을 돌파하였다.
- 2005년 4월 1일 - 니시카모군 후지오카정, 오바라촌, 히가시카모군 아스케정, 시모야마촌, 아사히정, 이나부정의 4정 2촌이 도요타시에 편입돼 후지오카정은 폐지되었다.

## 행정
- 정장 : 다나카 게이지 (田中鋭司) (2000년 4월 28일 - 2005년 3월 31일)

## 교통
과거에는 메이테쓰 세토 선을 후지오카 정까지 연장시키는 구상이 존재했지만, 연신되지 않았다.이 때문에 후지오카 정내에 철도 노선은 없었다.
2005년 4월 1일에 후지오카 정이 소멸한 시점에서의 철도를 이용하는 경우의 가장 가까운 역은 지리적으로는 아이치 환상 철도선의 시고 역이었다.다만 2004년 3월 31일까지는 나고야 철도 미카와 선 미카와 히로세 역 등이 가까웠다.덧붙여 대중교통등의 편리성에서는, 실질적으로 나고야 철도 미카와선·도요타선의 토요타시역등이 이용되어 왔다.

### 도로
- 국도 419호선